# Lamyctes albipes
Lamyctes albipes är en mångfotingart som först beskrevs av Pocock 1895.  Lamyctes albipes ingår i släktet Lamyctes och familjen fåögonkrypare.
Artens utbredningsområde är:
- Guadeloupe.
- Seychellerna.

Inga underarter finns listade i Catalogue of Life.